# 三星Galaxy S III
三星Galaxy S III是韓國三星電子的旗艦級智慧型手機，採用Android 4.0.4（Ice Cream Sandwich）操作系統，為三星Galaxy S II的後繼機種；其於2012年5月3日在英國倫敦發表。
Samsung Galaxy S III擁有之全新介面－Next TouchWiz強調人性化。其擁有 800 萬畫素的後置照像鏡頭以及 190 萬像素的前置視訊鏡頭，並支援人臉識別功能。而處理器部分則採用三星電子自製之Samsung Exynos 4412四核心1.4Ghz 處理器。該機採用 4.8吋，1280 x 720 HD Super AMOLED 螢幕，支援NFC近場通訊。內存快閃記憶體可選擇 16、32或64 GB，機身顏色有金屬藍色以及鏡激白供選擇。三星还将为AT&T用户独家专供一款红色版。
^I747M加拿大獨家版:因應地區有不同需要會製定不同的銷售策略，因此三星官方認為，加拿大地區不販售灰色4G LTE版
Samsung Galaxy III 3G HSPA+版本將首先於2012年5月29日上市，稍後將會推出4G LTE版本。
^I9305香港獨家版:因應地區有不同需要會製定不同的銷售策略，因此三星官方認為，香港地區不販售藍色4G LTE版
三星Galaxy S III日本版 Docomo SC-06D/SC-03E ，2012年6月17日開始預售6月28日正式發售。在中國大陸，三星同三家移動通訊運營商分別推出了定制版本：中國移動定制I9308，支持TD-SCDMA網絡；中國聯通定制I9300，支持WCDMA網絡；中國電信定制I939，支持CDMA2000并兼容CDMA1X、GSM及WCDMA網絡（國際漫遊時），LTE加拿大及美國電信業者訂製版SGH-I747M，LTE韓國電信業者訂製版SHV-E210K/L/S。LTE國際版I9305，2012年9月28日在香港開始正式發售。
Galaxy S III的頭號對手是Apple iPhone 4S、HTC One X、Sony Xperia S。而Galaxy S III的全球銷量接近5,000萬台，讓其成為Samsung史上最暢銷的手機之一。

## 特色
- S Voice：語音辨識控制系統，支援7種語言，包括美式英文、英式英文、法文、德文、西班牙文、意大利文及韓文，然而升級後才支援中文。[15]（近似iPhone 4S之Siri功能。）
- S Beam：使用NFC近場通訊或 WiFi Direct 分享檔案，將檔案無線傳送予另一部Galaxy S III。
- SmartStay：利用前置鏡頭自動辨識用戶雙眼焦點是否在智能手機之上，讓用戶在閱讀電子書或瀏覽網頁時保持屏幕亮起，直至用戶閉目休息屏幕才會自動關閉。
- SmartAlert：在GALAXY S III閒置一段時間後，當用戶再次拿起電話時，就會利用震動通知用戶有關未接來電或新訊息。
- Burst shot：最多可進行20張連續拍攝。（近似HTC One系列之每秒5FPS全畫素連拍。）
- Best photo：幫助用戶在8張連拍中選出最佳照片。
- Social Tag：拍攝人像時以人臉識別功能自動搜尋連絡人名單，並可在相片中加入人名標籤，以SMS或電子郵件分享。[15]
- Direct call：用戶在閱讀短訊，或正在觀看通話記錄及聯絡人資料，將GALAXY S III移至耳朵，毋須按鍵就能直接撥出電話至該聯絡人。
- AllShare Play
- AllShare Cast
- Pop up Play：透過影片疊播的畫中畫功能，用戶在播放影片同時亦可以暢順地運行其他功能，例如回覆短訊、檢查電子郵件或瀏覽網頁，而毋須關閉或重新啟動影片。

## 規格
- 螢幕：4.8吋，1280 x 720 HD Super AMOLED 螢幕[11]
- 處理器：
  -  全球3G、LTE版本：Samsung Exynos 4412 Cortex-A9架構 四核心 1.4 Ghz[8][9]
  -  日本、 加拿大、 美国各個定製版本: 
Qualcomm Snapdragon S4 MSM8960 Krait架構 1.5GHz 雙核心處理器
- 相機：後置 800萬畫素，配置LED閃光燈；前置190萬像素 [11]；f2.6光圈
- 重量：133 g
- 體積：136.6 x 70.6 x 8.6 mm
- 記憶體：
  - 1GB RAM： 普通國際版
  - 2GB RAM（實際可用：1.75GB）： 、 日本、 加拿大、 美国電信業者訂製版、  LTE國際版
- 內置儲存: 16/32/64 GB
- 音效晶片：Wolfson WM1811
Qualcomm WCD9310
- 顔色：藍、白色、紅、銀
- 電池：2,100 mAh可更換式鋰電池

## 爭議
- 2012年11月，三星Galaxy SIII傳出超過30起手機因不明原因突然當機的瑕疵，有用戶更換機板後仍然當機。[16]
- 2012年11月，港版Galaxy SIII已更新至Android 4.1.1，但更新後出現系統運作遲鈍，耗電量過高及不能充電問題而令用家不滿被受炮轟。其後不久推出修正版更新，情況稍微改善。
- 2013年1月，港版Galaxy SIII已更新至Android 4.1.2。在不久又出現當機問題而在2013年2月1日抽起，在一星期後再發放更新。
- 2013年10月，國際版及中國Galaxy SIII曾推出Android 4.3更新，但因出現當機問題而被迫抽起，無限期延遲發放更新。

## 意外事故
- 2012年6月，一名英國女子的Galaxy SIII在車裡爆炸[17]。同月，愛爾蘭都柏林亦發生一宗Galaxy S3在駕駛時爆炸的事件[18]。
- 2012年12月13日，一部香港版Galaxy SIII在首次充電時發生充電器短路燒毀事故。[19]
- 2013年3月4日，Samsung Galaxy S III在電磁波測試中被發現來電第一響及接電話時電磁波最高，上網時則僅次於Samsung Note II。
- 2013年5月28日，一名網民分享Samsung Galaxy S III在充電時手機突然爆炸，手機背部左邊燒燬至變形，電池嚴重發脹。[20]
- 2013年7月8日，瑞士一名少女的Galaxy S3在爆炸時導致其大腿二至三級燒傷，當事人形容自己當時聞起來就像是「燒焦的乳豬」。[21][22]

## 連結
- Samsung Galaxy S III全球官方網址（页面存档备份，存于）
- Samsung Galaxy S III中國三星官方網址（页面存档备份，存于）
- Samsung Galaxy S III香港三星官方網址（页面存档备份，存于）
- Samsung Galaxy S III台灣三星官方網址

| 前任： Samsung Galaxy S II | Samsung Galaxy S III 2012 | 繼任： Samsung Galaxy S4 |